# 上方お笑い大賞
上方お笑い大賞（かみがたおわらいたいしょう）は、1972年から2006年まで毎年年末に行われていた読売テレビが主催する上方演芸の賞レース。2006年度をもって35年の歴史に幕を下ろした。読売テレビは廃止の理由として「芸のスタイルが多様化し、大賞を1人に絞るのが難しくなった」と説明している（2007年度、2008年度の最優秀新人賞・優秀新人賞に関しては「笑いの超新星 新人賞」という形で継続された）。
2012年、新たに芸歴10年未満を対象にしたytv漫才新人賞が新設された（予選会は2011年より開催）。

## 概要・賞の一覧
- 大賞：上方大衆演芸の頂点を選ぶ賞。大賞の選考の対象になるのは必ずしもネタのみではなく、テレビ出演などお笑い芸人としての活動ほぼすべてを対象とされる。
- 最優秀技能賞（かつての金賞）：大賞に次ぐ賞であり、芸歴二十年ほどのベテランが受賞することもあれば、中堅にさしかかる前の若手が受賞することもある。
- 最優秀新人賞：芸歴10年以内の新人部門の1位。
- 優秀新人賞：最優秀新人賞を逃した、新人部門の本選に出場した5組に贈られる。
- このほかにも話題賞、秋田實賞、審査員特別賞（1993年はやしきたかじんが受賞）など様々な賞がある。
- 審査員には作家や評論家など著名文化人がなることが多く、これまでに秋田實・小松左京・田辺聖子・富士正晴・多田道太郎・富岡多恵子・藤本義一・三田純市・寿岳章子・難波利三・木津川計・井上宏・織田正吉らが担当している。
- かつては日本テレビなど全国ネットで放送されていた。日本テレビでは当初同時ネットだったが、最後になった1994年は深夜に放送されていた。
- 2006年のみ、大賞と最優秀技能賞も、番組内で演芸を披露して受賞者を決める形式であった。

## 受賞者
| 1  | 1972年 | 笑福亭松鶴 桂米朝      | コメディNo.1                         | 海原千里・万里                | 桜川末子                            |                                                               |                                                            |
| 2  | 1973年 | 桂小文枝               | 花紀京                               | トリオ・ザ・ミミック          | 桜山梅夫・桜津多子                  |                                                               |                                                            |
| 回 | 年     | 大賞                   | 金賞                                 | 銀賞                          |                                     |                                                               |                                                            |
| 3  | 1974年 | 笑福亭仁鶴             | Wヤング（初代）                      | 横山たかし・ひろし            |                                     |                                                               |                                                            |
| 回 | 年     | 大賞                   | 金賞                                 | 銀賞                          | 功労賞                              |                                                               |                                                            |
| 4  | 1975年 | 海原お浜・小浜         | 桂三枝                               | チグハグコンビ                | 一輪亭花咲（2代目）                 |                                                               |                                                            |
| 5  | 1976年 | 夢路いとし・喜味こいし | チャンバラトリオ                     | オール阪神・巨人              | 中田つるじ                          |                                                               |                                                            |
| 回 | 年     | 大賞                   | 金賞                                 | 銀賞                          | 功労賞                              | 秋田実賞                                                      |                                                            |
| 6  | 1977年 | 人生幸朗・生恵幸子     | 桂枝雀                               | B&B（3代目）                  | 吉田留三郎（演芸評論家）            | 中田明成（漫才作家）                                          |                                                            |
| 7  | 1978年 | 桂春団治               | ちゃっきり娘                         | ザ・ぼんち                    | 中田ダイマル・ラケット              | 加納健男（漫才作家）                                          |                                                            |
| 8  | 1979年 | 横山やすし・西川きよし | レツゴー三匹                         | 桂べかこ→桂南光               | 広沢瓢右衛門                        | 日向鈴子                                                      |                                                            |
| 9  | 1980年 | 桂枝雀                 | オール阪神・巨人                     | 笑福亭鶴瓶 島田紳助・松本竜介 | 三人奴                              | 志織慶太                                                      |                                                            |
| 10 | 1981年 | 桂三枝                 | 桂文珍 今いくよ・くるよ              | 太平サブロー・シロー          | 桂福団治（4代目）                   | 大池晶（漫才作家）                                            |                                                            |
| 11 | 1982年 | 桂米朝                 | 山田スミ子                           | 西川のりお・上方よしお        | 織田正吉（演芸作家）                | 浜村淳 上岡龍太郎                                             |                                                            |
| 12 | 1983年 | 桂文珍                 | 若井小づえ・みどり                   | 宮川大助・花子 笑福亭鶴三     | 桂米之助 (3代目)                    | 和多田勝（エッセイスト）                                      |                                                            |
| 13 | 1984年 | 横山やすし・西川きよし | ゼンジー北京                         | パート2                       | 島田洋之介・今喜多代                | 檀上茂（喜劇作家・演出家）                                    |                                                            |
| 14 | 1985年 | オール阪神・巨人       | 桂朝丸→桂ざこば                      | 桂雀々                        | 吉田茂                              | 古川嘉一郎（放送作家・演芸評論家）                            |                                                            |
| 15 | 1986年 | 今いくよ・くるよ       | 月亭八方                             | まるむし商店                  | 荒川キヨシ                          | 梅林貴久生（脚本家）                                          |                                                            |
| 回 | 年     | 大賞                   | 金賞                                 | 銀賞                          | 審査員特別賞                        | 秋田実賞                                                      |                                                            |
| 16 | 1987年 | 桂枝雀                 | 宮川大助・花子                       | 清水圭・和泉修                | 若井小づえ・みどり                  | 相羽秋夫（演芸評論家）                                        |                                                            |
| 回 | 年     | 大賞                   | 金賞                                 | 銀賞                          | 功労賞                              | 秋田実賞                                                      |                                                            |
| 17 | 1988年 | 若井小づえ・みどり     | 桂べかこ                             | どんきほ〜て                  | 楠本喬章（演芸プロデューサー）      | 小佐田定雄（落語作家）                                        |                                                            |
| 回 | 年     | 大賞                   | 金賞                                 | 銀賞                          | 話題賞                              | 審査員特別賞                                                  | 秋田実賞                                                   |
| 18 | 1989年 | 上岡龍太郎             | 林家染二（2代目）                    | 月亭かなめ・ぜんじろう        | 森脇健児・山田雅人                  | 宮川大助・花子                                                | 土井陽子（劇作家）                                         |
| 回 | 年     | 大賞                   | 金賞                                 | 銀賞                          | 審査員特別賞                        | 秋田実賞                                                      |                                                            |
| 19 | 1990年 | 宮川大助・花子         | トミーズ                             | ティーアップ                  | 暁伸・ミスハワイ 中田カウス・ボタン | 平戸敬二（喜劇作家）                                          |                                                            |
| 回 | 年     | 大賞                   | 金賞                                 | 銀賞                          | 審査員特別賞                        | 秋田実賞                                                      | 20周年記念特別賞                                           |
| 20 | 1991年 | 月亭八方               | 大木こだま・ひびき                   | ベイブルース                  | 横山ホットブラザーズ                | 本多正識（漫才作家）                                          | ミヤコ蝶々                                                 |
| 回 | 年     | 大賞                   | 金賞                                 | 銀賞                          | 審査員特別賞                        | 秋田実賞                                                      |                                                            |
| 21 | 1992年 | 桂ざこば               | 吉本新喜劇                           | 雨上がり決死隊                | 桂小文枝                            | 本多正識（漫才作家）                                          | 疋田哲夫                                                   |
| 22 | 1993年 | トミーズ               | 横山たかし・ひろし                   | ナインティナイン              | やしきたかじん                      | 森西真弓（雑誌『上方芸能』編集長） 林千代（放送作家・劇作家） |                                                            |
| 23 | 1994年 | 桂南光                 | ハイヒール                           | 矢野・兵動                    | 露の五郎（2代目）                   | 中村進（喜劇作家・演出家）                                    |                                                            |
| 24 | 1995年 | 中田カウス・ボタン     | 桂吉朝                               | ジャリズム                    | 成瀬國晴（イラストレーター）        | 藤田富美恵（童話作家）                                        |                                                            |
| 回 | 年     | 大賞                   | 金賞                                 | 銀賞                          | 秋田実賞                            | 25周年記念特別賞                                              |                                                            |
| 25 | 1996年 | 大木こだま・ひびき     | 酒井くにお・とおる                   | こん松・せんべい              | 桂三枝                              | 木川かえる 川上のぼる フラワーショウ                          |                                                            |
| 回 | 年     | 大賞                   | 金賞                                 | 銀賞                          | 話題賞                              | 審査員特別賞                                                  |                                                            |
| 26 | 1997年 | 池乃めだか             | 里見まさと・亀山房代                 | シンクタンク                  | 山田花子                            | 小松まこと                                                    |                                                            |
| 回 | 年     | 大賞                   | 金賞                                 | 銀賞                          | 審査員特別賞                        | 審査員奨励賞                                                  | 読売テレビ演芸文化賞                                       |
| 27 | 1998年 | ハイヒール             | 太平サブロー                         | アメリカザリガニ              | 暁照夫                              | 笑福亭福笑                                                    | 夢路いとし・喜味こいし                                     |
| 回 | 年     | 大賞                   | 金賞                                 | 銀賞                          | 話題賞                              | 審査員特別賞                                                  | 秋田実賞                                                   |
| 28 | 1999年 | 間寛平                 | ちゃらんぽらん                       | スクラッチ                    | 石田靖                              | 旭堂小南陵（3代目）                                           | 木村佳史（ディレクター・放送演芸作家）                     |
| 回 | 年     | 大賞                   | 最優秀技能賞                         | 話題賞                        | 最優秀新人賞                        | 秋田実賞                                                      |                                                            |
| 29 | 2000年 | 笑福亭鶴瓶             | 桂雀三郎（3代目）                    | 藤井隆                        | 陣内智則                            | 西川のりお                                                    |                                                            |
| 回 | 年     | 大賞                   | 最優秀技能賞                         | 話題賞                        | 30周年記念特別賞                    | 最優秀新人賞                                                  |                                                            |
| 30 | 2001年 | 桂吉朝                 | 中川家                               | なるみ ますだおかだ           | 桂米朝 夢路いとし・喜味こいし       | キングコング                                                  |                                                            |
| 回 | 年     | 大賞                   | 最優秀技能賞                         | 話題賞                        | 特別功労賞                          | 最優秀新人賞                                                  |                                                            |
| 31 | 2002年 | トミーズ               | アメリカザリガニ 桂雀々              | 未知やすえ                    | 桂春団治                            | フットボールアワー                                            |                                                            |
| 回 | 年     | 大賞                   | 最優秀技能賞                         | 話題賞                        | 特別賞                              | 最優秀新人賞                                                  | 読売テレビ特別功労賞                                       |
| 32 | 2003年 | 桂ざこば               | メッセンジャー 桂雀々                | フットボールアワー            | はな寛太・いま寛大                  | ブラックマヨネーズ                                            | 夢路いとし・喜味こいし 中田明成（漫才作家）                |
| 回 | 年     | 大賞                   | 最優秀技能賞                         | 話題賞                        | 審査員特別賞                        | 最優秀新人賞                                                  | 秋田実賞                                                   |
| 33 | 2004年 | 辻本茂雄               | フットボールアワー 林家染二（3代目） | 陣内智則                      | 吉本新喜劇歴代座員一同              | 麒麟                                                          | 戸田学（上方演芸研究家・漫才作家）                         |
| 回 | 年     | 大賞                   | 最優秀技能賞                         | 話題賞                        | 審査員特別賞                        | 最優秀新人賞                                                  | 特別功労賞                                                 |
| 34 | 2005年 | 大木こだま・ひびき     | 海原やすよ・ともこ 笑福亭三喬        | レイザーラモンHG 友近         | かしまし娘                          | 笑い飯                                                        | 桂文枝（5代目） 岡八郎 旭堂南陵（3代目） 木川かえる 桂吉朝 |
| 回 | 年     | 大賞                   | 最優秀技能賞                         | 話題賞                        | 最優秀新人賞                        | 審査員特別賞                                                  |                                                            |
| 35 | 2006年 | メッセンジャー         | 友近                                 | 小籔千豊                      | NON STYLE                           | 上方落語協会 池乃めだか                                       |                                                            |